# DS-1 (plataforma de satélite)
DS-1 (em russo: ДС-1, sigla de Днепропетровский спутник-1, ou Dnepropetrovsk Sputnik, que significa Satélite Dnepropetrovsk), é a designação de uma plataforma de satélites multimissão desenvolvida na União Soviética pelo escritório de projetos Dnepropetrovsk OKB-586, tendo sido usada nos primórdios do programa espacial soviético.
Essa foi a primeira plataforma criada pelo escritório Dnepropetrovsk. Com diâmetro de 80 cm, esse modelo pesava 165 kg, sendo constituída por duas semiesferas unidas por um cilindro, onde se alojavam: baterias, rádio transmissores, equipamentos de telemetria e outros equipamentos eletrônicos. Externamente, havia 20 flanges para montagem de antenas, painéis solares e de contagem de raios-X e válvulas de combustível.
Seu principal objetivo era testar os sistemas envolvidos: o foguete Kosmos 63S1 como veículo lançador de satélites; o complexo de lançamento de Kapustin Yar (plataforma "Mayak-2"). Se tudo corresse bem, este deveria ser o primeiro satélite artificial usando esta plataforma a ser lançado, no entanto as duas tentativas fracassaram.
Cronologia para a DS-1
- DS-1 No.1 - 27 de outubro de 1961 - Falha do veículo lançador, não atingiu a órbita
- DS-1 No.2 - 21 de dezembro de 1961 - Falha do veículo lançador, não atingiu a órbita